# Liste des mammifères en Sardaigne
Pour des articles plus généraux, voir Liste des mammifères en Italie et Faune en Sardaigne.

Carte topographique de la Sardaigne.

Localisation de la Sardaigne en Italie.

Cette liste commentée recense la mammalofaune en Sardaigne. Elle répertorie les espèces de mammifères sardes actuels et celles qui ont été récemment classifiées comme éteintes (à partir de l'Holocène, depuis donc 11 700 ans av. J.‑C.). Cette liste comporte 65 espèces réparties en dix ordres et 23 familles, dont une est « éteinte », deux sont « en danger critique d'extinction », deux autres sont « en danger », six sont « vulnérables », six autres sont « quasi menacées » et trois ont des « données insuffisantes » pour être classées (selon les critères de la liste rouge de l'UICN au niveau mondial).
Elle contient au moins 23 espèces introduites sur ce territoire, qui sont plus ou moins bien acclimatées. Il peut contenir aussi dans cette liste des animaux non reconnus par la liste rouge de l'UICN (cinq mammifères ici) et ils sont classés en « non évalué » : cela étant dû notamment au manque de données et à des espèces domestiques, disparues ou éteintes avant le XVIe siècle. Il existe en Sardaigne deux espèces de mammifères endémiques (une actuelle et une éteinte). Comme sous-espèces endémiques, il y a par exemple Lepus capensis mediterraneus (it) et Felis silvestris sarda (it).

## Statuts de la liste rouge de l'UICN
Les statuts de conservation utilisés par la liste rouge de l'UICN mondiale sont :
| (EX) | Éteint                  | Il n'y a pas le moindre doute sur le fait que le dernier spécimen recensé est mort.                                                                   |
| (EW) | Éteint à l'état sauvage | L'espèce est connue uniquement en captivité ou en tant que population naturalisée bien en dehors de son ancienne aire de répartition.                 |
| (CR) | En danger critique      | L'espèce risque prochainement de s'éteindre à l'état sauvage.                                                                                         |
| (EN) | En danger               | L'espèce fait face à un très gros risque d'extinction à l'état sauvage.                                                                               |
| (VU) | Vulnérable              | L'espèce fait face à un gros risque d'extinction à l'état sauvage.                                                                                    |
| (NT) | Quasi menacé            | L'espèce ne satisfait pas un ou plusieurs des critères prévus qui permettraient de la catégoriser, mais pourrait risquer de s'éteindre dans le futur. |
| (LC) | Préoccupation mineure   | Il n'y a pas de risque identifiable pour l'espèce. |
| (DD) | Données insuffisantes   | Il n'y a pas d'information adéquate qui permettraient de faire une évaluation des risques pour cette espèce.                                          |
| (NE) | Non évalué              | L'espèce n'a pas encore été confrontée aux critères précédents, n'est pas reconnue par l'UICN ou bien s'est éteinte avant le XVIe siècle.             |

## Ordre:Primates

### Famille:Hominidés
| Nom binominal, nom vulgaire et citation d'auteurs | Nom vulgaire italien (langue utilisée en Sardaigne) | Origine et statut en Sardaigne | Aire de répartition                    | Statut UICN mondial | Image         |
| ------------------------------------------------- | --------------------------------------------------- | ------------------------------ | -------------------------------------- | ------------------- | ------------- |
| Homo sapiens (Homme moderne) Linnaeus, 1758       | Uomo                                                | Autochtone,                    | Aire de répartition de l'Homme moderne | [ 3 ]               | Homme moderne |

## Ordre:Lagomorphes

### Famille:Léporidés
| Nom binominal, nom vulgaire et citation d'auteurs         | Nom vulgaire italien (langue utilisée en Sardaigne) | Origine et statut en Sardaigne | Aire de répartition                     | Statut UICN mondial | Image            |
| --------------------------------------------------------- | --------------------------------------------------- | ------------------------------ | --------------------------------------- | ------------------- | ---------------- |
| Lepus capensis (Lièvre du Cap) Linnaeus, 1758             | Lepre del Capo                                      | Allochtone (Introduit),        | Aire de répartition du Lièvre du Cap    | [ 5 ]               | Lièvre du Cap    |
| Oryctolagus cuniculus (Lapin de garenne) (Linnaeus, 1758) | Coniglio selvatico europeo                          | Allochtone (Introduit)         | Aire de répartition du Lapin de garenne | [ 7 ]               | Lapin de garenne |

### Famille:Prolagidés
| Nom binominal, nom vulgaire et citation d'auteurs | Nom vulgaire italien (langue utilisée en Sardaigne) | Origine et statut en Sardaigne | Aire de répartition    | Statut UICN mondial | Image      |
| ------------------------------------------------- | --------------------------------------------------- | ------------------------------ | ---------------------- | ------------------- | ---------- |
| Prolagus sardus (Pika sarde) (Wagner, 1832)       | Prolago sardo                                       | Autochtone (Éteint),           | Illustration manquante | [ 8 ]               | Pika sarde |

## Ordre:Rodentiens

### Famille:Cricétidés
| Nom binominal, nom vulgaire et citation d'auteurs                      | Nom vulgaire italien (langue utilisée en Sardaigne) | Origine et statut en Sardaigne | Aire de répartition    | Statut UICN mondial | Image                  |
| ---------------------------------------------------------------------- | --------------------------------------------------- | ------------------------------ | ---------------------- | ------------------- | ---------------------- |
| Microtus henseli (Campagnol endémique corso-sarde) Forsyth Major, 1882 | — aucun —                                           | Autochtone (Éteint)            | Illustration manquante | (NE)                | Illustration manquante |

### Famille:Muridés
| Nom binominal, nom vulgaire et citation d'auteurs            | Nom vulgaire italien (langue utilisée en Sardaigne) | Origine et statut en Sardaigne | Aire de répartition                    | Statut UICN mondial | Image                       |
| ------------------------------------------------------------ | --------------------------------------------------- | ------------------------------ | -------------------------------------- | ------------------- | --------------------------- |
| Apodemus sylvaticus (Mulot sylvestre) (Linnaeus, 1758)       | Topo selvatico                                      | Allochtone (Introduit)         | Aire de répartition du Mulot sylvestre | [ 11 ]              | Mulot sylvestre             |
| Rhagamys orthodon (Mulot endémique corso-sarde) Hensel, 1856 | — aucun —                                           | Autochtone (Éteint)            | Illustration manquante                 | (NE)                | Mulot endémique corso-sarde |
| Mus musculus (Souris grise) Linnaeus, 1758                   | Topo comune                                         | Allochtone (Introduit)         | Aire de répartition de la Souris grise | [ 12 ]              | Souris grise                |
| Rattus norvegicus (Rat surmulot) (Berkenhout, 1769)          | Ratto norvegese                                     | Allochtone (Introduit)         | Aire de répartition du Rat surmulot    | [ 13 ]              | Rat surmulot                |
| Rattus rattus (Rat noir) (Linnaeus, 1758)                    | Ratto nero                                          | Allochtone (Introduit)         | Aire de répartition du Rat noir        | [ 14 ]              | Rat noir                    |

### Famille:Gliridés
| Nom binominal, nom vulgaire et citation d'auteurs | Nom vulgaire italien (langue utilisée en Sardaigne) | Origine et statut en Sardaigne | Aire de répartition                 | Statut UICN mondial | Image        |
| ------------------------------------------------- | --------------------------------------------------- | ------------------------------ | ----------------------------------- | ------------------- | ------------ |
| Glis glis (Loir gris) Linnaeus, 1766              | Ghiro                                               | Allochtone (Introduit)         | Aire de répartition du Loir gris    | [ 15 ]              | Loir gris    |
| Eliomys quercinus (Lérot commun) (Linnaeus, 1766) | Quercino                                            | Allochtone (Introduit)         | Aire de répartition du Lérot commun | [ 16 ]              | Lérot commun |

## Ordre:Érinacéomorphes

### Famille:Érinacéidés
| Nom binominal, nom vulgaire et citation d'auteurs                  | Nom vulgaire italien (langue utilisée en Sardaigne) | Origine et statut en Sardaigne | Aire de répartition                                  | Statut UICN mondial | Image                         |
| ------------------------------------------------------------------ | --------------------------------------------------- | ------------------------------ | ---------------------------------------------------- | ------------------- | ----------------------------- |
| Erinaceus europaeus (Hérisson d'Europe occidentale) Linnaeus, 1758 | Riccio comune                                       | Allochtone (Introduit)         | Aire de répartition du Hérisson d'Europe occidentale | [ 18 ]              | Hérisson d'Europe occidentale |

## Ordre:Soricomorphes

### Famille:Soricidés
| Nom binominal, nom vulgaire et citation d'auteurs               | Nom vulgaire italien (langue utilisée en Sardaigne) | Origine et statut en Sardaigne      | Aire de répartition                                   | Statut UICN mondial | Image                       |
| --------------------------------------------------------------- | --------------------------------------------------- | ----------------------------------- | ----------------------------------------------------- | ------------------- | --------------------------- |
| Crocidura pachyura (Crocidure d'Afrique du Nord) (Küster, 1835) | Crocidura mediterranea                              | Allochtone (Introduit)              | Aire de répartition de la Crocidure d'Afrique du Nord | [ 19 ]              | Crocidure d'Afrique du Nord |
| Suncus etruscus (Pachyure étrusque) (Savi, 1822)                | Mustiolo etrusco                                    | Allochtone (Introduit)              | Aire de répartition du Pachyure étrusque              | [ 20 ]              | Pachyure étrusque           |
| Asoriculus similis (Hensel, 1855)                               | Toporagno gigante sardo                             | Autochtone (Endémique mais éteint), | Illustration manquante                                | (NE)                | Illustration manquante      |

## Ordre:Chiroptères

### Famille:Molossidés
| Nom binominal, nom vulgaire et citation d'auteurs         | Nom vulgaire italien (langue utilisée en Sardaigne) | Origine et statut en Sardaigne | Aire de répartition                       | Statut UICN mondial | Image              |
| --------------------------------------------------------- | --------------------------------------------------- | ------------------------------ | ----------------------------------------- | ------------------- | ------------------ |
| Tadarida teniotis (Molosse de Cestoni) (Rafinesque, 1814) | Molosso di Cestoni                                  | Autochtone                     | Aire de répartition du Molosse de Cestoni | [ 21 ]              | Molosse de Cestoni |

### Famille:Rhinolophidés
| Nom binominal, nom vulgaire et citation d'auteurs             | Nom vulgaire italien (langue utilisée en Sardaigne) | Origine et statut en Sardaigne | Aire de répartition                         | Statut UICN mondial | Image                |
| ------------------------------------------------------------- | --------------------------------------------------- | ------------------------------ | ------------------------------------------- | ------------------- | -------------------- |
| Rhinolophus euryale (Rhinolophe euryale) Blasius, 1853        | Ferro di cavallo euriale                            | Autochtone                     | Aire de répartition du Rhinolophe euryale   | [ 22 ]              | Rhinolophe euryale   |
| Rhinolophus ferrumequinum (Grand Rhinolophe) (Schreber, 1774) | Ferro di cavallo maggiore                           | Autochtone                     | Aire de répartition du Grand Rhinolophe     | [ 23 ]              | Grand Rhinolophe     |
| Rhinolophus hipposideros (Petit Rhinolophe) (Bechstein, 1800) | Ferro di cavallo minore                             | Autochtone                     | Aire de répartition du Petit Rhinolophe     | [ 24 ]              | Petit Rhinolophe     |
| Rhinolophus mehelyi (Rhinolophe de Méhely) Matschie, 1901     | Ferro di cavallo di Mehely                          | Autochtone                     | Aire de répartition du Rhinolophe de Méhely | [ 25 ]              | Rhinolophe de Méhely |

### Famille:Vespertilionidés
| Nom binominal, nom vulgaire et citation d'auteurs                             | Nom vulgaire italien (langue utilisée en Sardaigne) | Origine et statut en Sardaigne | Aire de répartition                                | Statut UICN mondial | Image                       |
| ----------------------------------------------------------------------------- | --------------------------------------------------- | ------------------------------ | -------------------------------------------------- | ------------------- | --------------------------- |
| Miniopterus schreibersii (Minioptère de Schreibers) (Kuhl, 1817)              | Miniottero                                          | Autochtone                     | Aire de répartition du Minioptère de Schreibers    | [ 26 ]              | Minioptère de Schreibers    |
| Myotis capaccinii (Murin de Capaccini) (Bonaparte, 1837)                      | Vespertilio di Capaccini                            | Autochtone                     | Aire de répartition du Murin de Capaccini          | [ 27 ]              | Murin de Capaccini          |
| Myotis daubentonii (Murin de Daubenton) (Kuhl, 1817)                          | Vespertilio di Daubenton                            | Autochtone                     | Aire de répartition du Murin de Daubenton          | [ 28 ]              | Murin de Daubenton          |
| Myotis emarginatus (Murin à oreilles échancrées) (É. Geoffroy, 1806)          | Vespertilio smarginato                              | Autochtone                     | Aire de répartition du Murin à oreilles échancrées | [ 29 ]              | Murin à oreilles échancrées |
| Myotis mystacinus (Murin à moustaches) (Kuhl, 1817)                           | Vespertilio mustacchino                             | Autochtone                     | Aire de répartition du Murin à moustaches          | [ 31 ]              | Murin à moustaches          |
| Myotis punicus (Murin du Maghreb) Felten, Spitzenberger & Storch, 1977        | Vespertilio maghrebino                              | Autochtone                     | Aire de répartition du Murin du Maghreb            | [ 32 ]              | Murin du Maghreb            |
| Eptesicus serotinus (Sérotine commune) (Schreber, 1774)                       | Serotino comune                                     | Autochtone                     | Aire de répartition de la Sérotine commune         | [ 33 ]              | Sérotine commune            |
| Nyctalus leisleri (Noctule de Leisler) (Kuhl, 1817)                           | Nottola minore                                      | Autochtone                     | Aire de répartition de la Noctule de Leisler       | [ 34 ]              | Noctule de Leisler          |
| Pipistrellus kuhlii (Pipistrelle de Kuhl) (Kuhl, 1817)                        | Pipistrello albolimbato                             | Autochtone                     | Aire de répartition de la Pipistrelle de Kuhl      | [ 35 ]              | Pipistrelle de Kuhl         |
| Pipistrellus nathusii (Pipistrelle de Nathusius) (Keyserling & Blasius, 1839) | Pipistrello di Nathusius                            | Peut-être autochtone,          | Aire de répartition de la Pipistrelle de Nathusius | [ 36 ]              | Pipistrelle de Nathusius    |
| Pipistrellus pipistrellus (Pipistrelle commune) (Schreber, 1774)              | Pipistrello nano                                    | Autochtone                     | Aire de répartition de la Pipistrelle commune      | [ 37 ]              | Pipistrelle commune         |
| Pipistrellus pygmaeus (Pipistrelle pygmée) (Leach, 1825)                      | Pipistrello soprano                                 | Autochtone                     | Aire de répartition de la Pipistrelle pygmée       | [ 38 ]              | Pipistrelle pygmée          |
| Barbastella barbastellus (Barbastelle d'Europe) (Schreber, 1774)              | Barbastello                                         | Autochtone                     | Aire de répartition de la Barbastelle d'Europe     | [ 39 ]              | Barbastelle d'Europe        |
| Plecotus auritus (Oreillard roux) (Linnaeus, 1758)                            | Orecchione comune                                   | Autochtone                     | Aire de répartition de l'Oreillard roux            | [ 40 ]              | Oreillard roux              |
| Plecotus austriacus (Oreillard gris) (J. Fischer, 1829)                       | Orecchione meridionale                              | Autochtone                     | Aire de répartition de l'Oreillard gris            | [ 41 ]              | Oreillard gris              |
| Plecotus sardus (Oreillard sarde) Mucedda, Kiefer, Pidinchedda & Veith, 2002  | Orecchione sardo                                    | Autochtone (Endémique),        | Illustration manquante                             | [ 42 ]              | Oreillard sarde             |
| Hypsugo savii (Vespère de Savi) (Bonaparte, 1837)                             | Pipistrello di Savi                                 | Autochtone                     | Aire de répartition de la Vespère de Savi          | [ 43 ]              | Vespère de Savi             |

## Ordre:Cétacés

### Famille:Balænoptéridés
| Nom binominal, nom vulgaire et citation d'auteurs         | Nom vulgaire italien (langue utilisée en Sardaigne) | Origine et statut en Sardaigne | Aire de répartition                       | Statut UICN mondial | Image           |
| --------------------------------------------------------- | --------------------------------------------------- | ------------------------------ | ----------------------------------------- | ------------------- | --------------- |
| Balaenoptera physalus (Rorqual commun) (Linnaeus, 1758)   | Balenottera comune                                  | Autochtone                     | Aire de répartition du Rorqual commun     | [ 45 ]              | Rorqual commun  |
| Megaptera novaeangliae (Baleine à bosse) (Borowski, 1781) | Megattera                                           | Erratique,                     | Aire de répartition de la Baleine à bosse | [ 47 ]              | Baleine à bosse |

### Famille:Delphinidés
| Nom binominal, nom vulgaire et citation d'auteurs             | Nom vulgaire italien (langue utilisée en Sardaigne) | Origine et statut en Sardaigne | Aire de répartition                               | Statut UICN mondial | Image                      |
| ------------------------------------------------------------- | --------------------------------------------------- | ------------------------------ | ------------------------------------------------- | ------------------- | -------------------------- |
| Delphinus delphis (Dauphin commun à bec court) Linnaeus, 1758 | Delfino comune                                      | Autochtone                     | Aire de répartition du Dauphin commun à bec court | [ 48 ]              | Dauphin commun à bec court |
| Stenella coeruleoalba (Dauphin bleu et blanc) (Meyen, 1833)   | Stenella striata                                    | Autochtone                     | Aire de répartition du Dauphin bleu et blanc      | [ 49 ]              | Dauphin bleu et blanc      |
| Tursiops truncatus (Grand Dauphin commun) (Montagu, 1821)     | Tursiope                                            | Autochtone                     | Aire de répartition du Grand Dauphin commun       | [ 50 ]              | Grand Dauphin commun       |
| Globicephala melas (Globicéphale noir) (Traill, 1809)         | Globicefalo                                         | Autochtone                     | Aire de répartition du Globicéphale noir          | [ 52 ]              | Globicéphale noir          |
| Grampus griseus (Dauphin de Risso) (G. Cuvier, 1812)          | Grampo                                              | Autochtone                     | Aire de répartition du Dauphin de Risso           | [ 54 ]              | Dauphin de Risso           |
| Orcinus orca (Orque) (Linnaeus, 1758)                         | Orca                                                | Erratique                      | Aire de répartition de l'Orque                    | [ 56 ]              | Orque                      |
| Steno bredanensis (Sténo) (G. Cuvier in Lesson, 1828)         | Steno                                               | Autochtone                     | Aire de répartition du Sténo                      | [ 57 ]              | Sténo                      |

### Famille:Physétéridés
| Nom binominal, nom vulgaire et citation d'auteurs      | Nom vulgaire italien (langue utilisée en Sardaigne) | Origine et statut en Sardaigne | Aire de répartition                   | Statut UICN mondial | Image          |
| ------------------------------------------------------ | --------------------------------------------------- | ------------------------------ | ------------------------------------- | ------------------- | -------------- |
| Physeter macrocephalus (Grand Cachalot) Linnaeus, 1758 | Capodoglio                                          | Autochtone                     | Aire de répartition du Grand Cachalot | [ 58 ]              | Grand Cachalot |

### Famille:Ziphiidés
| Nom binominal, nom vulgaire et citation d'auteurs             | Nom vulgaire italien (langue utilisée en Sardaigne) | Origine et statut en Sardaigne | Aire de répartition                               | Statut UICN mondial | Image                   |
| ------------------------------------------------------------- | --------------------------------------------------- | ------------------------------ | ------------------------------------------------- | ------------------- | ----------------------- |
| Mesoplodon bidens (Mésoplodon de Sowerby) (Sowerby, 1804)     | Mesoplodonte di Sowerby                             | Erratique                      | Aire de répartition du Mésoplodon de Sowerby      | [ 60 ]              | Mésoplodon de Sowerby   |
| Ziphius cavirostris (Baleine à bec de Cuvier) G. Cuvier, 1823 | Zifio                                               | Autochtone                     | Aire de répartition de la Baleine à bec de Cuvier | [ 61 ]              | Baleine à bec de Cuvier |

## Ordre:Artiodactyles

### Famille:Bovidés
| Nom binominal, nom vulgaire et citation d'auteurs | Nom vulgaire italien (langue utilisée en Sardaigne) | Origine et statut en Sardaigne | Aire de répartition                     | Statut UICN mondial | Image            |
| ------------------------------------------------- | --------------------------------------------------- | ------------------------------ | --------------------------------------- | ------------------- | ---------------- |
| Capra hircus (Chèvre égagre) Linnaeus, 1758       | Egagro                                              | Allochtone (Introduit)         | Aire de répartition de la Chèvre égagre | [ 63 ]              | Chèvre égagre    |
| Ovis aries (Mouflon oriental) Linnaeus, 1758      | Muflone                                             | Allochtone (Introduit),        | Aire de répartition du Mouflon oriental | [ 66 ]              | Mouflon oriental |

### Famille:Cervidés
| Nom binominal, nom vulgaire et citation d'auteurs      | Nom vulgaire italien (langue utilisée en Sardaigne) | Origine et statut en Sardaigne | Aire de répartition                  | Statut UICN mondial | Image          |
| ------------------------------------------------------ | --------------------------------------------------- | ------------------------------ | ------------------------------------ | ------------------- | -------------- |
| Cervus elaphus (Cerf élaphe) Linnaeus, 1758            | Cervo nobile                                        | Allochtone (Introduit)         | Aire de répartition du Cerf élaphe   | [ 67 ]              | Cerf élaphe    |
| Dama dama (Daim européen) (Linnaeus, 1758)             | Daino                                               | Allochtone (Introduit)         | Aire de répartition du Daim européen | [ 69 ]              | Daim européen  |
| Praemegaceros cazioti (Cerf de Caziot) (Depéret, 1897) | — aucun —                                           | Autochtone (Éteint)            | Illustration manquante               | (NE)                | Cerf de Caziot |

### Famille:Suidés
| Nom binominal, nom vulgaire et citation d'auteurs | Nom vulgaire italien (langue utilisée en Sardaigne) | Origine et statut en Sardaigne | Aire de répartition                       | Statut UICN mondial | Image              |
| ------------------------------------------------- | --------------------------------------------------- | ------------------------------ | ----------------------------------------- | ------------------- | ------------------ |
| Sus scrofa (Sanglier d'Eurasie) Linnaeus, 1758    | Cinghiale                                           | Allochtone (Introduit)         | Aire de répartition du Sanglier d'Eurasie | [ 70 ]              | Sanglier d'Eurasie |

## Ordre:Périssodactyles

### Famille:Équidés
| Nom binominal, nom vulgaire et citation d'auteurs | Nom vulgaire italien (langue utilisée en Sardaigne) | Origine et statut en Sardaigne | Aire de répartition                 | Statut UICN mondial | Image      |
| ------------------------------------------------- | --------------------------------------------------- | ------------------------------ | ----------------------------------- | ------------------- | ---------- |
| Equus asinus (Âne commun) Linnaeus, 1758          | Asino selvatico africano                            | Allochtone (Introduit)         | Aire de répartition de l'Âne commun | [ 71 ]              | Âne commun |
| Equus caballus (Cheval) Linnaeus, 1758            | Cavallo                                             | Allochtone (Introduit)         | Aire de répartition du Cheval       | [ 72 ]              | Cheval     |

## Ordre:Carnivores

### Famille:Canidés
| Nom binominal, nom vulgaire et citation d'auteurs | Nom vulgaire italien (langue utilisée en Sardaigne) | Origine et statut en Sardaigne    | Aire de répartition                | Statut UICN mondial | Image               |
| ------------------------------------------------- | --------------------------------------------------- | --------------------------------- | ---------------------------------- | ------------------- | ------------------- |
| Canis lupus (Loup gris) Linnaeus, 1758            | Lupo grigio                                         | Allochtone (Introduit)            | Aire de répartition du Loup gris   | [ 74 ]              | Loup gris           |
| Cynotherium sardous Studiati, 1857                | Cuon sardo                                          | Autochtone (Éteint)               | Illustration manquante             | (NE)                | Cynotherium sardous |
| Vulpes vulpes (Renard roux) (Linnaeus, 1758)      | Volpe rossa                                         | Peut-être allochtone (Introduit), | Aire de répartition du Renard roux | [ 76 ]              | Renard roux         |

### Famille:Mustélidés
| Nom binominal, nom vulgaire et citation d'auteurs | Nom vulgaire italien (langue utilisée en Sardaigne) | Origine et statut en Sardaigne | Aire de répartition                        | Statut UICN mondial | Image            |
| ------------------------------------------------- | --------------------------------------------------- | ------------------------------ | ------------------------------------------ | ------------------- | ---------------- |
| Martes martes (Martre des pins) (Linnaeus, 1758)  | Martora eurasiatica                                 | Allochtone (Introduit)         | Aire de répartition de la Martre des pins  | [ 78 ]              | Martre des pins  |
| Mustela nivalis (Belette d'Europe) Linnaeus, 1766 | Donnola                                             | Allochtone (Introduit)         | Aire de répartition de la Belette d'Europe | [ 79 ]              | Belette d'Europe |

### Famille:Phocidés
| Nom binominal, nom vulgaire et citation d'auteurs                | Nom vulgaire italien (langue utilisée en Sardaigne) | Origine et statut en Sardaigne        | Aire de répartition                                 | Statut UICN mondial | Image                        |
| ---------------------------------------------------------------- | --------------------------------------------------- | ------------------------------------- | --------------------------------------------------- | ------------------- | ---------------------------- |
| Monachus monachus (Phoque moine de Méditerranée) (Hermann, 1779) | Foca monaca mediterranea                            | Autochtone (Disparu, puis erratique), | Aire de répartition du Phoque moine de Méditerranée | [ 81 ]              | Phoque moine de Méditerranée |

### Famille:Félidés
| Nom binominal, nom vulgaire et citation d'auteurs | Nom vulgaire italien (langue utilisée en Sardaigne) | Origine et statut en Sardaigne | Aire de répartition                 | Statut UICN mondial | Image        |
| ------------------------------------------------- | --------------------------------------------------- | ------------------------------ | ----------------------------------- | ------------------- | ------------ |
| Felis silvestris (Chat sauvage) Schreber, 1777    | Gatto selvatico                                     | Allochtone (Introduit)         | Aire de répartition du Chat sauvage | [ 82 ]              | Chat sauvage |